# Suvalški sporazum
Suvalški sporazum ali Suvalška pogodba  (poljsko Umowa suwalska, litovsko Suvalkų sutartis) je bil sporazum med Poljsko in Litvo, podpisan v mestu Suvalki 7. oktobra 1920. Sporazum je bil registriran v Zbirki pogodb Društva narodov 19. januarja 1922.
Obe državi podpisnici sta po prvi svetovni vojni ponovno vzpostavili svojo neodvisnost, vendar nista imeli natančno določenih meja, kar je povzročilo poljsko-litovsko vojno za regiji  Suvalki in Vilna. Konec septembra 1920 so poljske sile premagale Sovjete v bitki pri reki Nemen, s čimer so vojaško zavarovale regijo Suvalki in odprle možnost za napad na Vilno. Poljski šef države, Józef Piłsudski, je od sredine septembra načrtoval prevzem Vilne v operaciji pod lažno zastavo, znani kot upor Żeligowskega. 
Po pritisku Društva narodov je Poljska pristala na pogajanja v upanju, da bo pridobila čas in odvrnila pozornost od načrtovanega upora Żeligowskega. Litovci so poskušali vzpostaviti čim trdnejšo obrambo Vilne. Rezultat sporazuma je bila prekinitev spopadov in vzpostavitev razmejitvene črte, ki je potekala skozi sporno regijo Suvalki do železniške postaje Bastuni. Razmejitvena črta je bila nepopolna in ni zagotavljala ustrezne zaščite Vilne. V sporazumu nista bila izrecno obravnavani niti Vilna niti njena okolica. 
Kmalu po podpisu sporazuma je Poljska enostransko prekršila klavzule, ki so zahtevale ozemeljska pogajanja in konec vojaških operacij. Poljski general Lucjan Żeligowski, ki je deloval po tajnih ukazih Piłsudskega, se je pretvarjal, da ne uboga ukazov poljskega vojaškega poveljstva in 9. oktobra vkorakal v Vilno. Suvalški sporazum naj bi začel veljati 10. oktobra opoldne. Żeligowski je ustanovil republiko Osrednja Litva, ki je bila kljub intenzivnim protestom Litve leta 1923 vključena v Drugo poljsko republiko. Regija Vilna je ostala pod poljsko oblastjo do jeseni 1939. 

## Ozadje
Po prvi svetovni vojni sta se Poljska in Litva osamosvojili, vendar meje v regiji niso bile vzpostavljene. Najbolj sporno vprašanje je bila Vilna, zgodovinska prestolnica Velike litovske kneževine. Po nemškem popisu prebivalstva leta 1916 so približno po  polovico prebivalstva Vilne tvorili Judje in Nemci in le 2–3 % Litovci. Sovjetsko-litovski mirovni sporazum, podpisan julija 1920 med Litvo in Rusko SFSR, je začrtal vzhodno mejo Litve. Rusija je Litvi priznala velika ozemlja, vključno z regijami Vilna in Suvalki. Med poljsko-sovjetsko vojno je Rdeča armada še isti mesec potisnila poljske sile s spornih ozemelj, vključno z Vilno. Medtem so Litovci zavarovali nekatera druga območja, ki jih je zapustila poljska vojska, med njimi tudi mesto Suvalki. 6. avgusta 1920 sta Litva in Sovjetska Rusija podpisali konvencijo o umiku ruskih čet s priznanega litovskega ozemlja, vendar nekaj znakov kaže, da so Sovjeti načrtovali državni udar proti litovski vladi v upanju, da bodo ponovno vzpostavili Litovsko SSR. Sovjetske čete so se začele umikati šele po hudem porazu Rdeče armade na Poljskem v bitki za Varšavo sredi avgusta 1920.
Poljska vojska je pritisnila nazaj proti severovzhodu in prišla v stik z Litovci v sporni regiji Suvalki. Diplomatska pogajanja so propadla. Litovci so trdili, da branijo svoje meje, Poljska pa ni priznavala sovjetsko-litovskega mirovnega sporazuma in trdila, da Litovci nimajo nobenih pravic do teh ozemelj. Poljska je tudi obtožila Litovce, da so sodelovali s Sovjeti in s tem kršili razglašeno nevtralnost v poljsko-sovjetski vojni.  V sovražnostih, ki so sledile, so mesta Suvalki, Sejni in Avgustov pogosto menjavala gospodarja. Diplomatski boj, tako neposredno med državama kot v Društvu narodov, se je zaostril.

## Pogajanja

### Pritisk Društva narodov
5. septembra 1920 je poljski zunanji minister Evstahij Sapieha predal Društvu narodov diplomatsko noto, v kateri ga je prosil za posredovanje v poljsko-litovski vojni. Trdil je, da je Litva sovjetskim enotam dovolila prost prehod čez svoje ozemlje in s tem kršila razglašeno nevtralnost v poljsko-sovjetski vojni. Litva je odgovorila z neposredno noto Poljski, v kateri je litovski zunanji minister Juozas Purickis predlagal pogajanja o razmejitveni črti in drugih odprtih  vprašanjih. 8. septembra so se Poljaki med načrtovanjem tistega, kar se je kasneje imenovalo bitka na Nemenu, odločili vdreti preko litovskega ozemlja v zaledje sovjetske vojske. V poskusu prikrivanja načrtovanega napada so poljski diplomati sprejeli predlog za pogajanja. Pogajanja so se začela 16. septembra na Kalvariji, vendar so že dva dni pozneje propadla.
Društvo narodov je začelo zasedati 16. septembra 1920. Po poročilih litovskega predstavnika Augustinasa Voldemarasa in poljskega odposlanca Ignacyja Jana Paderewskega je Društvo 20. septembra sprejelo resolucijo, v kateri je obe državi pozvalo, naj prekineta sovražnosti in se držita Curzonove linije. Poljsko so prosili, naj spoštuje litovsko nevtralnost, če se Sovjetska Rusija strinja, da stori enako. Na območje konflikta naj bi bila poslana posebna nadzorna komisija, ki bi nadzorovala izvajanje resolucije. Litovska vlada je resolucijo sprejela. Sapieha je odgovoril, da Poljska ne more spoštovati litovske nevtralnosti in demarkacijske črte, saj Litva aktivno sodeluje s Sovjeti, in Poljaki so si pridržali pravico do popolne svobode delovanja.  Litovski predstavnik v Londonu, grof Alfred Tyszkiewicz, je sporočil tajništvu Društva narodov, da je treba Sapiehov telegram obravnavati kot vojno napoved. Prosil je tudi, naj Društvo narodov nemudoma posreduje, da se ustavijo nova poljska agresivna dejanja.
22. septembra 1920 je Poljska v okviru bitke na Nemenu napadla litovske enote v regiji Suvalki in zajela 1.700 litovskih vojakov, ki so se predali. Poljske sile so nato po načrtih, sprejetih 8. septembra, blizu Druskininkaja in Merkinė vdrle čez Nemen  v zaledje sovjetskih sil blizu Grodna in Lide. Rdeča armada se je umaknila. Napad, izvedem le dva dni po resoluciji Društva narodov, je škodil tako Poljski kot ugledu Društva narodov. Nekateri politiki so na Poljsko začeli gledati kot na agresorja, medtem ko je novoustanovljeno Društvo narodov spoznalo lastne pomanjkljivosti v luči takšnega kljubovanja. 26. septembra je Sapieha na poziv Društva narodov predlagal nova pogajanja v Suvalkiju. Litva je predlog že naslednji dan sprejela.

### Pogajanja v Suvalkiju
Vojne razmere na terenu so tudi med pogajanji ogrožale Litvo ne le v regiji Suvalki, ampak tudi v Vilni. Poljski voditelj Józef Piłsudski se je bal, da bi Antanta in Društvo narodov lahko potrdila stanje, ki je nastalo s sovjetsko predajo Vilne Litvi 26. avgusta 1920. Že 22. septembra je Sapieha prosil Paderewskega, naj oceni morebitno reakcijo Društva, če bi se vojaške enote v Kresyh odločile za napad na Vilno po vzoru Italijana Gabrieleja D'Annunzia, ki je leta 1919 izvedel upor in zavzel hrvaško mesto Reka. S pristankom na pogajanja so Poljaki želeli pridobiti čas in odvrniti pozornost od Vilenske regije. Litovci so upali, da se bodo izognili novim napadom Poljakov in s pomočjo Društva narodov rešili spore.
Mirovna konferenca se je začela 29. septembra 1920 zvečer. Poljsko delegacijo je vodil polkovnik Mieczysław Mackiewicz, po poreklu iz Litve, litovsko pa general Maksimas Katche. Litva je predlagala takojšnje premirje, a ga je poljska delegacija zavrnila. Šele potem, ko je litovska delegacija zagrozila, da bo zapustila pogajalsko mizo, je Poljska privolila v prenehanje spopadov, vendar le zahodno od reke Neman (regija Suvalki).  Boji vzhodno od reke so se nadaljevali. Poljski delegati so od Litovcev zahtevali, da poljskim silam dovolijo uporabo dela železniške proge Sankt Peterburg–Varšava in železniško postajo Varėni. Litovci so zahtevo zavrnili. Njihove glavne sile so bile skoncentrirane v regiji Suvalki, njihov premik za obrambo Vilne pa je bil brez železnice zelo težko izvedljiv. Litovska stran se je bila pripravljena odpovedati regiji Suvalki v zameno za poljsko priznanje litovskih zahtev do Vilne.
Litovska delegacija je po posvetovanju v Kaunasu 2. oktobra naslednji dan predlagala svojo razmejitveno črto. Črta naj bi se umaknila približno 50–80 km od meje, določene s sovjetsko-litovskim mirovnim sporazumom. 4. oktobra je poljska delegacija po posvetovanju s Piłsudskim predstavila nasprotno ponudbo. V bistvu so Litovci želeli daljšo demarkacijsko črto, da bi zagotovili boljšo zaščito Vilne, Poljaki pa so si prizadevali za krajšo črto. Četudi Vilna ni bila tema razprave, so vsi mislili nanjo.  Nadzorna komisija, ki jo je Društvo narodov poslalo v skladu s svojo resolucijo z dne 20. septembra, je še istega dne prispela v Suvalki, da bi posredovala v pogajanjih. V komisiji, ki jo je vodil  francoski polkovnik Pierre Chardigny, so bili predstavniki Italije, Velike Britanije, Španije in Japonske.
5. oktobra 1920 je nadzorna komisija predstavila konkreten predlog, da se demarkacijska črta potegne do vasi Utieka na reki Nemen, približno 10 km južno od Merkinė, in da se vzdolž te črte vzpostavi 12 km široka nevtralna cona. 6. oktobra so se nadaljevala pogajanja o podaljšanju demarkacijske črte. Poljaki je niso hoteli podaljšati preko vasi Bastuni, češ da poljska vojska potrebuje svobodo manevriranja proti sovjetskim enotam, čeprav je bil dan pred tem s Sovjetsko Rusijo dosežen začasni sporazum o prekinitvi ognja. Poljaki so predlagali razpravo o nadaljnjih razmejitvenih črtah v Rigi, ki sta jih Poljska in Sovjetska Rusija kasneje potegnili z Riškim mirovnim sporazumom. Boji vzhodno od reke Nemen so še istega dne prenehali, potem ko so poljske enote zavzele železniško postajo Varėna. 7. oktobra ob polnoči je bil podpisan končni Suvalški sporazum. Nadzorna komisija je 8. oktobra izjavila, da ne razume, zakaj se demarkacijska črta ne bi mogla podaljšati dlje od Bastunija, in pozvala k novemu krogu pogajanj.

## Določbe sporazuma
Sporazum je bil dokončno podpisan 7. oktobra 1920. Prekinitev ognja naj bi se začela 10. oktobra opoldne.  Sporazum se ni niti enkrat skliceval na Vilno ali Vilensko regijo. Vseboval je naslednje člene:
- I. člen: Demarkacijska črta. S tem členom je bila določena demarkacijska črta, vendar je vseboval tudi izjavo, da "na noben način ne posega v ozemeljske zahteve obeh pogodbenic". Demarkacijska črta je na zahodu potekala po Curzonovi liniji, dokler ni dosegla reke Nemen. Zatem je sledila rekama Nemen in Merkis. Mesto Varėna je prepustila Litovcem, vendar je bila njegova železniška postaja na poljski strani. Od Varėne je sledila črti Barteliai–Kinčai–Naujadvaris–Eišiškės–Bastuny.[21] V poljskih rokah je ostala tudi železniška postaja v Bastunyju. Demarkacijska črta vzhodno od Bastunyja naj bi bila določena s posebnim sporazumom.
- II. člen: Prekinitev ognja. Prekinitev ognje naj bi veljala le vzdolž demarkacijske črte, ne pa na celotni poljsko-litovski fronti, torej ne vzhodno od Bastunyja.
- III. člen: Železniška postaja v Varėni je ostala pod poljskim nadzorom. Poljska stran je obljubila neomejen prehod civilnih vlakov, a le dvema vojaškima vlakoma dnevno.
- IV. člen: Izmenjava ujetnikov.
- V. člen: Datum in čas začetka prekinitve ognja. Prekinitev ognja bi se začela 10. oktobra opoldne. Sporazum naj bi prenehal veljati, ko bi bili rešeni vsi ozemeljski spori.

## Posledice
Demarkacijska črta skozi regijo Suvalki je v velikem delu še danes meja med Poljsko in Litvo. Na poljski strani so ostala predvsem mesta Sejny, Suwałki in Augustów.  Regija Suvalki, današnje Podlaško vojvodstvo, ostaja dom največje litovske manjšine na Poljskem.
Najbolj kontroverzno vprašanje – prihodnost Vilne – ni bilo izrecno obravnavano. Ko je bil sporazum podpisan, je bila v Vilni litovska garnizija,  vendar se je to skoraj takoj spremenilo, ko se je 8. oktobra začel uprizorjeni upor Żeligowskega. Kmalu po uporu je Léon Bourgeois, predsednik Sveta Društva narodov, izrazil močno neodobravanje in trdil, da so dejanja Żeligowskega kršitev  obveznosti, sklenjenih s Svetom Društva narodov, in zahteval takojšnjo poljsko evakuacijo mesta.
Po mnenju Piłsudskega podpis že tako omejenega sporazuma ni bil v najboljšem interesu Poljske in ga ni odobraval. V govoru leta 1923 je priznal, da je on vodil državni udar Żeligowskega, in izjavil:
"Razdrl sem Suvalški sporazum in nato izdal lažno sporočilo generalštaba".
Żeligowski in njegovi uporniki so zavzeli Vilno, ustanovili Republiko Srednja Litva in po spornih volitvah leta 1922 republiko vključili v Poljsko. Spopad za mesto se je vlekel vse do druge svetovne vojne. V 21. stoletju je čitovska Vilenska regija  glavno središče poljske manjšine v Litvi.

## Mnenja in ocene
Medtem ko je litovska stran menila, da je sporazum izvršljiv politični sporazum, je poljska stran menila, da gre le za manjši vojaški sporazum, ki ga je pozneje nadomestil sporazum o prekinitvi ognja med Litvo in Żeligowskim, dosežen 29. novembra 1920. Ameriški zgodovinar Alfred Erich Senn je trdil, da ni bil politični sporazum,  saj ni zahteval ratifikacije, vendar je prisotnost političnih predstavnikov obeh strani dokazovala, da ni bil zgolj vojaški sporazum. Litovski zgodovinar Tomas Balkelis je sporazum opisal kot "čisto vojaški sporazum, ki je vzpostavil novo razmejitveno črto". Poljska in Litva se nista strinjali tudi glede vprašanja Vilne, ki v sporazumu ni bilo izrecno obravnavano. Litovska stran je menila, da sporazum pripisuje Vilno Litvi, medtem ko je poljska stran trdila, da ne zadeva Vilne ali drugih ozemeljskih zahtev. Senn je sporazum opisal kot tiho prepuščanje Vilne Litvi.
Litovska stran je nazadnje menila, da je napad Żeligowskega na Vilno kršitev Suvalškega sporazuma in zahtevala mednarodno posredovanje. Poljska se s tako razlago dokumenta seveda ni strinjala in je protestirala. Poljska je sprva trdila, da je Żeligowski upornik, ki je deloval na lastno pest in brez odobritve poljske vlade. Kasneje je bila priznana vloga Piłsudskega v napadu, vendar je hkrati trdila, da dogovor ni bil kršen, saj je napad potekal vzhodno od demarkacijske črte. Društvo narodov je menilo, da je poljski napad kršitev sporazuma, vendar je pri tem poudarjalo nadaljevanje sovražnosti in ne kasnejše ozemeljske spremembe.  Piłsudski se je vsekakor pretvarjal, da so bili vojaki Żeligowskega uporniki.
Večina zgodovinarjev meni,  da je sporazum dodelil Vilno Litvi, poljski napad pa ga je prekršil. Poljski zgodovinar Piotr Łossowski je seveda trdil, da so ta mnenja neustrezna in zavajajoča.